# زدينكو آدموفيتش
زدينكو آدموفيتش (بالكرواتية: Zdenko Adamović)‏ هو لاعب كرة قدم ومدرب كرة قدم كرواتي في مركز الهجوم، ولد في 20 ديسمبر 1963 في أوسييك في كرواتيا. لعب مع نادي آوغسبورغ ونادي أوسييك ونادي سيليك زينيكا ونادي فويفودينا وهايدوك سبليت.

## وصلات خارجية
- زدينكو آدموفيتش على موقع قاعدة بيانات كرة القدم.إي يو (الإنجليزية)
- زدينكو آدموفيتش على موقع عالم كرة القدم.نت (الإنجليزية)